# 民主化推進協議会
民主化推進協議会（みんしゅかすいしんきょうぎかい）は、旧新民党のリーダーであった金泳三系（上道洞系）と金大中系（東橋洞系）の元政治家達が、結集して1984年5月18日に発足した第五共和国時代に存在した在野の政治団体で、金泳三と金大中を共同議長に、副議長19名、運営委員452名、16の局、32の部署で構成されていた。略称は民主協もしくは民推協。

## 概要
第五共和国時代の野党勢力は、第四共和国時の最大野党であった新民党が、第五共和国憲法発布と共に強制的に解散させられた上に、政治風土刷新のための特別措置法によって、有力政治家が軒並み追放され、民主韓国党などの親政府的な体制内野党しか存在しなかった。このような状況に対し、光州民主抗爭から3年目に当たる1983年5月18日、自宅軟禁の身であった金泳三が「民主化五項目」を掲げて断食闘争を展開し、断食中断後に軟禁が解除されたことを契機として結成された。上道洞系と東橋洞系の共同で結成された民推協は、84年夏に政治活動を解禁された人達によってさらに補強され、1985年1月に「鮮明野党」を掲げて結成された新韓民主党（略称：新民党）の母胎ともなった。
1985年2月の第12代総選挙で、新民党が野党第一党に躍進した後も、民主協は院外にいた金泳三と金大中の活動基盤として、新民党とは関係を維持し続けたが、金泳三が新民党に入党した後は、活動基盤としての役割は縮小し、1987年末の大統領選挙で両金が互いに出馬を譲らず分裂した余波を受けて解体された。

## 参考資料
- 金要権編著『朝鮮韓国近現代史事典』日本評論社
- 木村幹著『韓国現代史 大統領達の栄光と蹉跌』中公新書